# 메모강
메모강(Memo River)은 베네수엘라의 강이다. 그러나 이 강은 오리노코강 유역의 일부로 구성되어 있는 것으로 전하고 있다.

## 같이 보기
- 베네수엘라의 강 목록(영어판)